# 第8回東京音楽祭
第8回東京音楽祭（だいはちかいとうきょうおんがくさい、8th Tokyo Music Festival）は、8回目の『東京音楽祭』である。1979年6月17日（日曜日）、日本武道館にて世界大会が開かれ、リタ・クーリッジ（アメリカ）がグランプリに輝いた。  
- 第7回東京音楽祭-第8回東京音楽祭-第9回東京音楽祭

## 概要
- 1/22~3/16の期間中に世界各国からの応募曲（22ヶ国、37曲）からテープ審査の結果、海外12曲、日本から4組（ゴールデンカナリー賞：大橋純子、沢田研二、ジュディ・オング、シルバーカナリー賞：竹内まりや）、計16曲が参加。

## 司会者
- 土居まさる
- 伊東ゆかり
- 朝比奈マリア

## スペシャルゲスト
ゲスト
- ドナ・サマー

## 審査員
- 服部良一（審査委員長）
- 蘆原英了（評論家）
- 岡野弁（ミュージックラボ社長）
- アウグスト・アウゲロ（FIDOF名誉会長）スペイン
- ダニー・オドノヴァン（ダニーオドノヴァンエンタープライズ社長）イギリス
- サルヴァトーレ・T・キャンティア（MCAミュージック社長）アメリカ
- ボブ・オースティン（レコードワールド社長）アメリカ
- ネルソン・リドル（作曲家）アメリカ
- ウィリアム・ワードロー（ビルボード誌協同発行人）アメリカ
- シルビア・クリステル（女優）フランス
- デヴィッド・ソウル（俳優）アメリカ

## 世界大会エントリー
参加16曲
| 曲順 | エントリー歌手                                            | 参加楽曲                                            | 賞                     | 国           |
| ---- | --------------------------------------------------------- | --------------------------------------------------- | ---------------------- | ------------ |
| 1    | マドリーン・ケーン Madleen Kane                           | 「美しくなければ」 I WANT YOU,I NEED YOU,I LOVE YOU | （盲腸のため挨拶のみ） | スウェーデン |
| 2    | ドゥルセ Dulce                                            | 「セニョール・アモール」 Señor Amor                 |                        | メキシコ     |
| 3    | サミュエル・ホイ（許冠傑） Samuel Hui                     | 「シャイン（你令我閃耀 ） You Make Me Shine」       |                        | 香港         |
| 4    | キャシー・バーンズ Kathy Barnes                           | 「ボディ・トーキン」 Body Talkin'                   |                        | アメリカ     |
| 5    | セルジオ・メンデス＆ブラジル88 Sergio Mendes & Brasil '88 | 「マジック・レディ」 Magic Lady                     | 銅賞                   | ブラジル     |
| 6    | 大橋純子                                                  | 「ビューティフル・ミー」                            | 最優秀歌唱賞           | 日本         |
| 7    | ラファエラ・カーラ Raffaella Carra                        | 「ドリン・ドリン・ドリン」 Drin Drin Drin           | 銀賞                   | イタリア     |
| 8    | アル・ジャロウ Al Jarreau                                 | 「オール」 All                                      | 銀賞                   | アメリカ     |
| 9    | ソヌ・ヘギョン 선우혜경                                   | 「君は知らず」                                      |                        | 韓国         |
| 10   | 竹内まりや                                                | 「ドリーム・オブ・ユー」                            |                        | 日本         |
| 11   | テイスト・オブ・ハニー A Taste of Honey                   | 「ドゥ・イット」 Do It Good                         | 金賞                   | アメリカ     |
| 12   | ジュディ・オング                                          | 「魅せられて」                                      | 銅賞                   | 日本         |
| 13   | リコ・プーノ Rico J Puno                                  | 「ルパ」 Lupa                                       | アジア特別賞           | フィリピン   |
| 14   | 沢田研二                                                  | 「OH! ギャル」                                      | 外国審査員団賞         | 日本         |
| 15   | リタ・クーリッジ Rita Coolidge                            | 「あなたしか見えない」 Don't Cry Out Loud           | グランプリ             | アメリカ     |
| 16   | ブラザーズ・フォア The Brothers Four                      | 「時の流れに」 As time goes by                      | 銅賞                   | アメリカ     |

## 世界大会出場以外の国内大会参加アーティスト
国内大会 (ゴールデンカナリー賞選出大会)
- 西城秀樹「ホップ・ステップ・ジャンプ」ゴールデン・スター賞
- 桜田淳子「MISS KISS」
- 狩人「アメリカ橋」
- 太田裕美「青空の翳り」
- 豊島たづみ「とまどいトワイライト」
- 松崎しげる「セーリング・ラブ」
- サーカス「アメリカン・フィーリング」
- 大塚博堂「もう子供でも鳥でもないんだから」
- 内藤やす子「やさしさ尋ね人」
- 朱里エイコ「窓あかり」
- 加藤登紀子「生きてりゃいいさ」
- 堀口ノア「ぼくのために」
- 小柳ルミ子「スペインの雨」
- ゲストショーピンクレディー
- 司会土居まさる・アン・ルイス

国内新人大会 (シルバーカナリー賞選出大会)
- 越美晴「Love Step」

他多数

## TV中継
TV放送はこの年から、ステレオ放送となっている。

### スタッフ
- 構成：
- 音楽：服部克久
- 指揮：長洲忠彦
- 演奏：高橋達也と東京ユニオン、クリエイトサウンド
- 技術：
- 照明：
- プロデューサー：渡辺正文
- 演出：
- 舞台監督：
- 中継担当：
- 製作著作：TBS